# Eupelmus shakespearei
Eupelmus shakespearei är en stekelart som beskrevs av Girault 1922. Eupelmus shakespearei ingår i släktet Eupelmus och familjen hoppglanssteklar. Inga underarter finns listade i Catalogue of Life.